# Blodnemertin
Blodnemertin (Ramphogordius sanguineus) är en djurart som tillhör fylumet slemmaskar, och som först beskrevs av Martin Heinrich Rathke 1799. Enligt Catalogue of Life ingår Blodnemertin i släktet Ramphogordius och familjen Lineidae, men enligt Dyntaxa är tillhörigheten istället släktet Ramphogordius, och ordningen Heteronemertea. Arten är reproducerande i Sverige. Inga underarter finns listade i Catalogue of Life.